# Poseidonovo zlato
Poseidonovo zlato (1993, Poseidon's Gold) je historický detektivní román anglické spisovatelky Lindsey Davisové. Jde o pátý díl dvacetidílné knižní série, odehrávající se v antickém Římě za vlády císaře Vespasiana. Jejím hlavním hrdinou je soukromý informátor (vlastně soukromý detektiv) Marcus Didius Falco, který je také vypravěčem románu.

## Obsah románu
Roku 72 se Falco vrací po šesti měsících z Germánie do Říma. Svůj byt najde zdemolovaný od lupičů a u své matky se dostane do konfliktu se zpupným legionářem, který se u ní ubytoval. Legionář byl spolubojovníkem Falconova bratra Festa, který padl roku 68 v Judei, během první židovské války. Je proto považován za hrdinu, Falco však zjistí, že se dopouštěl podvodů a podivných kšeftů s uměleckými poklady, přiváženými z Řecka. Legionář Falconovi vyhrožuje a požaduje po něm, jako po vykonavateli bratrovy pozůstalosti, pro sebe i své druhy ze sdružení legionářů náhradu škody, kterou utrpěli, když investovali značné peníze do Festových obchodů s uměleckými předměty, především do nákupu vzácné sochy boha Poseidona, která se při převozu potopila i s lodí. Když je vyděračský voják zavražděn, hlavním podezřelým se stává Falco. Vyšetřováním je naštěstí pověřen jeho přítel Petronius, velitel vigilů (vlastně římské policie), takže se může sám věnovat pátrání. Aby očistil své jméno, musí také spolupracovat se svým otcem, dražebníkem a uměleckým znalcem, který rodinu před lety opustil. S jeho pomocí a s podporou Heleny Justiny, dcery senátora Decima Camilla Vera, která je Falconovou družkou, se mu podaří odhalit skutečného pachatele.

## Adaptace
- Falco: Poseidon's Gold (2009), rozhlasová hra, BBC World Radio 4, dramatizace Mary Cutlerová.[2]

## Česká vydání
- Poseidonovo zlato (Praha: BB/art 2004), přeložila Alena Jindrová-Špilarová.
- Poseidonovo zlato (Praha: BB/art 2008), přeložila Alena Jindrová-Špilarová.